# Daniel Gygax
Daniel Gygax (* 28. August 1981 in Zürich) ist ein ehemaliger Schweizer Fussballspieler und aktueller -trainer.

## Karriere

### Vereine
Gygax wuchs in Gebenstorf im Kanton Aargau auf und spielte in seiner Jugendzeit zehn Jahre lang für den FC Baden. Als 18-Jähriger wechselte er in die Nationalliga-A-Mannschaft des FC Zürich und kam dort in seinem ersten Jahr zu zwei Einsätzen. Im Jahr darauf stagnierte seine Entwicklung; als er in der Hinrunde der Saison 2000/01 nicht zum Einsatz gekommen war, wechselte er kurz nach Beginn der Rückrunde zum Zweitligisten FC Winterthur, bei dem er regelmässig spielte. Im Jahr darauf wurde er an den A-Ligisten FC Aarau ausgeliehen, bei dem er sich ebenfalls durchsetzen konnte, und bereits vor Ende der Spielzeit 2001/02 wurde er wieder vom FC Zürich zurückgeholt.
In den folgenden drei Spielzeiten avancierte Gygax zum Stammspieler bei den Zürchern. Er zeigte mit bis zu sieben Treffern pro Saison auch seine Stürmerqualitäten. Der grösste Erfolg mit dem FCZ in dieser Zeit war der Gewinn des Schweizer Cups 2005.
Ab 2005 setzte er seine Karriere im Ausland fort und wechselte nach Frankreich in die Ligue 1 zum Vizemeister OSC Lille. Dort spielte er im ersten Jahr noch regelmässig, in der Saison 2006/07 kam er aber nur noch selten zum Einsatz. Er wechselte daher zum Erstligaabsteiger FC Metz. Mit diesem Verein gelang ihm der Aufstieg in die Ligue 1. Nach seinem dritten Jahr in der höchsten französischen Spielklasse erfolgte allerdings der erneute Abstieg.
Am 7. Juli 2008 ging Gygax zum deutschen Bundesligaabsteiger 1. FC Nürnberg. Dort kam er zwei Tage später bei einem Testspiel gegen den FC Amberg zu seinem ersten Einsatz. Am 12. Juli schoss er sein erstes Tor in einem Testspiel gegen den 1. FC Lichtenfels. Sein erstes Pflichtspiel machte er im DFB-Pokal gegen RW Ahlen; er wurde in der 84. Minute eingewechselt und traf im Elfmeterschiessen, das gewonnen wurde. In der neuen Saison kam er bereits in den ersten Spielen zum Einsatz und erzielte am dritten Spieltag sein erstes Saisontor gegen Alemannia Aachen. Im weiteren Saisonverlauf wurde er immer wieder von Verletzungen zurückgeworfen. Am Ende der Rückrunde zeigte er wieder gute Leistungen als Flügelspieler und kam auf insgesamt fünf Torvorlagen. Anteil am Wiederaufstieg des 1. FC Nürnberg hatte er, als er im Relegationshinspiel gegen Energie Cottbus die ersten beiden Tore vorbereitete.
In der Saisonvorbereitung 2009/10 rückte Gygax jedoch wieder ins zweite Glied. Daher dauerte es bis zum neunten Spieltag, ehe er sein Bundesligadebüt absolvierte. In diesem Spiel gegen Hertha BSC erzielte er auch sein erstes Bundesligator. Insgesamt kam er zu zehn Einsätzen, zuletzt am 25. Spieltag gegen Bayer 04 Leverkusen. Nach der Saison verliess er den 1. FC Nürnberg.
Am 14. Mai 2010 verpflichtete der FC Luzern Gygax für die nächsten vier Jahre. Er erzielte bei seinem ersten Pflichtspiel gegen den FC St. Gallen zwei Tore.
Im Januar 2014 wechselte Gygax für den Rest der Saison auf Leihbasis zum FC Aarau. Beim FC Luzern war er nur in sechs Spielen zum Einsatz gekommen. Der FC Luzern verlängerte den im Sommer 2014 auslaufenden Vertrag nicht, sodass Gygax bis 2015 beim FC Aarau blieb.
Im Sommer 2015 wechselte er zum Schweizer Zweitligisten FC Le Mont.
Im Sommer 2016 wechselte er zu Zug 94 in die 1. Liga, der vierthöchsten Schweizer Liga, wo er als Spieler, Co-Trainer der U13 und Stürmertrainer tätig war und dazu bis 2017 repräsentative Aufgaben im Verein übernahm. Im Sommer 2017 beendete er seine aktive Spielerkarriere.

### Nationalmannschaft
Gygax wurde im März 2004 erstmals in die Schweizer Fussballnationalmannschaft berufen. Viermal kam er in der Vorbereitung auf die Europameisterschaft 2004 zum Einsatz und spielte dann auch in allen drei Vorrundenspielen der Schweizer in Portugal. In der folgenden WM-Qualifikation gehörte der Offensivspieler zum Stamm der Nationalmannschaft und stand auch im Schweizer Aufgebot zur Weltmeisterschaft 2006 in Deutschland, bei der er aber nur zu zwei kürzeren Einsätzen kam. Bis zur EM 2008 in der Schweiz gehörte er auf der rechten Aussenseite wieder zum Kern des Nationalteams. Beim Turnier selbst stand er erneut im Aufgebot der Schweiz, kam aber erneut nur zu einem kurzen Einsatz. Nach der EM wurde er nicht mehr für die Nationalmannschaft berücksichtigt worden. In 35 Länderspielen erzielte Gygax 5 Tore.

### Trainer
Im Juli 2017 wechselte er als Jugendtrainer (FE-14) zum FC Zürich. Seit März 2018 war er Cheftrainer der U16 Elite und von Juli 2023 bis Juli 2024 der U17 Elite. Seit August 2024 ist er Co-Trainer der U21-Fussballnationalmannschaft unter Sascha Stauch, durfte aber TV-Experte bleiben.

### Erfolge
- Schweizer Cupsieger 2000 und 2005 mit dem FC Zürich
- Aufstieg in die Ligue 1 2007 mit dem FC Metz
- Champion Ligue 2 2007 mit dem FC Metz
- Aufstieg in die 1. Bundesliga 2009 mit dem 1. FC Nürnberg

## Sonstiges
Daniel Gygax ist in seiner Freizeit als DJ tätig. Er legt Minimal Techno und Electro-House auf. Für die Street Parade 2008 mixte er die offizielle Underground-Compilation.
Er ist seit Juli 2016 Experte bei blue Sport.